# HAPPY SWING 15th Anniversary SPECIAL LIVE 〜We Love Happy Swing〜 in MAKUHARI
『HAPPY SWING 15th Anniversary SPECIAL LIVE 〜We ♥ Happy Swing〜 in MAKUHARI』（ハッピー・スウィング・フィフティース・アニバーサリー・スペシャル・ライブ 〜ウィー・ラブ・ハッピー・スウィング〜 イン・まくはり）は、GLAYが2011年12月14日にリリースしたライブDVD及びBlu-ray。

## 概要
- 2011年7月30日、31日に幕張メッセで行われたファンクラブ限定ライブを収録している。
- DVDは30日収録分と31日収録分が別売りされ、Blu-rayには両日のライブが収録されている。
- 一般販売はされておらず、GLAYのオフィシャルストアG-DIRECTでの限定販売である。

## 収録曲

### HAPPY SWING 15th Anniversary SPECIAL LIVE 〜We ♥ Happy Swing〜 in MAKUHARI 2011.7.30 (DVD)
- Disc 1

1. 嫉妬
2. ROSY
3. 笑顔の多い日ばかりじゃない
4. 生きてく強さ
5. 生きがい
6. いつか
7. Yes, Summerdays

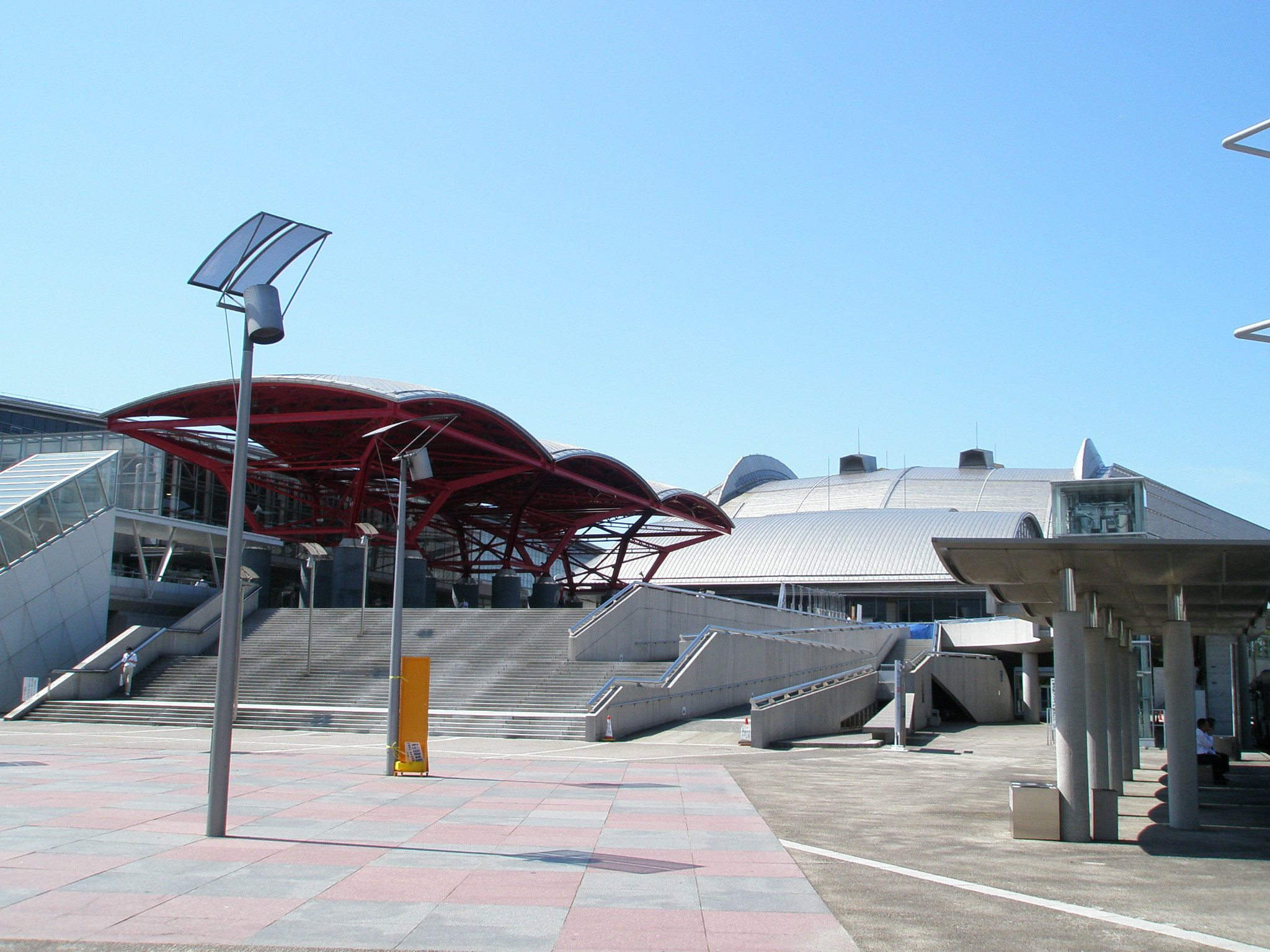
会場の幕張メッセ（千葉県千葉市美浜区）

8. Savile Row 〜サヴィル ロウ3番地〜
9. 一色
2006年にTAKUROがNANA starring MIKA NAKASHIMAに提供した楽曲のセルフカバー。
10. カナリヤ
11. LAYLA
12. pure soul
13. つづれ織り 〜so far and yet so close〜

- Disc 2

1. アイ
2. VERB
3. 彼女の“Modern…”
4. BURST
5. Satellite of love
<ENCORE>
6. HAPPY SWING
7. Love so sweet
嵐の楽曲のカバー。サポートキーボードの永井誠一郎もメインボーカルを歌う。
8. 南東風
9. またここであいましょう

### HAPPY SWING 15th Anniversary SPECIAL LIVE 〜We ♥ Happy Swing〜 in MAKUHARI 2011.7.31 (DVD)
- Disc 1

1. HAPPY SWING
2. 誰かの為に生きる
3. 笑顔の多い日ばかりじゃない
4. 生きてく強さ
5. 生きがい
6. いつか
7. ROSY
8. 航海
9. 残酷な天使のテーゼ
高橋洋子の楽曲のカバー。
10. 嫉妬
11. 都忘れ
12. pure soul
13. リズム

- Disc 2

1. アイ
2. サバイバル
3. SHUTTER SPEEDSのテーマ
4. BURST
5. Satellite of love
<ENCORE>
6. STARLESS NIGHT
7. 夏祭り
JITTERIN'JINNの楽曲のカバー。
8. 南東風
9. またここであいましょう

### HAPPY SWING 15th Anniversary SPECIAL LIVE 〜We ♥ Happy Swing〜 in MAKUHARI-Complete Edition- (Blu-ray)
- Disc 1

1. 嫉妬
2. ROSY
3. 笑顔の多い日ばかりじゃない
4. 生きてく強さ
5. 生きがい
6. いつか
7. Yes, Summerdays
8. Savile Row 〜サヴィル ロウ3番地〜
9. 一色
10. カナリヤ
11. LAYLA
12. pure soul
13. つづれ織り 〜so far and yet so close〜
14. アイ
15. VERB
16. 彼女の“Modern…”
17. BURST
18. Satellite of love
<ENCORE>
19. HAPPY SWING
20. Love so sweet
21. 南東風
22. またここであいましょう

- Disc 2

1. HAPPY SWING
2. 誰かの為に生きる
3. 笑顔の多い日ばかりじゃない
4. 生きてく強さ
5. 生きがい
6. いつか
7. ROSY
8. 航海
9. 残酷な天使のテーゼ
10. 嫉妬
11. 都忘れ
12. pure soul
13. リズム
14. アイ
15. サバイバル
16. SHUTTER SPEEDSのテーマ
17. BURST
18. Satellite of love
<ENCORE>
19. STARLESS NIGHT
20. 夏祭り
21. 南東風
22. またここであいましょう

Disc 2のみ副音声でメンバーオーディオコメンタリー入り